# 51e cérémonie des Tony Awards
La 51e cérémonie des Tony Awards a eu lieu le 1er juin 1997 au Radio City Music Hall de New York et fut retransmise sur CBS. La cérémonie récompensait les productions de Broadway en cours pendant la saison 1996-1997  .

## Cérémonie
La cérémonie a été présentée par Rosie O'Donnell.

### Prestations
Le numéro d'ouverture "On Broadway" fut chanté par Rosie O'Donnell avec la participation de la troupe de Rent, de Cats. "I'm A Woman" fut interprétée par une partie du casting de Smokey Joe's Cafe, "Bring in 'da Noise, Bring in 'da Funk"par le casting de 'da Noise, Bring in 'da Funk; "Greased Lightnin'" par Rosie O'Donnell et la troupe de Grease et "Be Our Guest" par la compagnie de Beauty and the Beast.
Lors de la soirée, plusieurs personnalités se sont succédé pour la présentation des prix dont Julie Andrews, Lauren Bacall, Alec Baldwin, Christine Baranski, Dixie Carter, Savion Glover, Whoopi Goldberg, Joel Grey, Marilu Henner, Hal Holbrook, Swoosie Kurtz, Liza Minnelli, Mary Tyler Moore, Mandy Patinkin, Bernadette Peters, Chita Rivera, Roseanne, Susan Sarandon, Jimmy Smits, Marisa Tomei, Rip Torn, Leslie Ann Warren, Raquel Welch.
Plusieurs spectacles musicaux présentèrent quelques numéros en live :
- Steel Pier — "Everybody Dance" - Karen Ziemba, Gregory Harrison et la troupe;
- The Life — "My Body" - Sam Harris, Lillias White et la troupe;
- Annie — "Tomorrow" - Brittny Kissinger;
- Candide — "Bon Voyage" - Jim Dale et la troupe;
- Once Upon a Mattress — "Shy" - Sarah Jessica Parker et la troupe masculine;
- Chicago — "All That Jazz"/"Hot Honey Rag" - Bebe Neuwirth, Ann Reinking, la troupe ;
- Titanic — "There She Is" - Michael Cerveris et la troupe.

## Palmarès
| Meilleure pièce | Meilleure comédie musicale |
| --- | --- |
| - The Last Night of Ballyhoo – Alfred Uhry - Skylight – David Hare - Stanley – Pam Gems - The Young Man From Atlanta – Horton Foote | - Titanic - Juan Darien - Steel Pier - The Life |
| Meilleure reprise d'une pièce | Meilleure reprise d'une comédie musicale |
| - Une maison de poupée - Le Bel Air de Londres - Present Laughter - The Gin Game | - Chicago - Annie - Candide - Once Upon a Mattress |
| Meilleur acteur dans une pièce | Meilleure actrice dans une pièce |
| - Christopher Plummer – Barrymore dans le rôle de John Barrymore - Brian Bedford – Le Bel Air de Londres dans le rôle de Sir Harcourt Courtly - Michael Gambon – Skylight dans le rôle de Tom Sergeant - Antony Sher – Stanley dans le rôle de Stanley                         | - Janet McTeer – Une maison de poupée dans le rôle de Nora Helmer - Julie Harris – The Gin Game dans le rôle de Fonsia Dorsey - Shirley Knight – The Young Man From Atlanta dans le rôle de Lily Dale Kidder - Lia Williams – Skylight dans le rôle de Kyra Hollis                    |
| Meilleur acteur dans une comédie musicale | Meilleure actrice dans une comédie musicale |
| - James Naughton – Chicago dans le rôle de Billy Flynn - Robert Cuccioli – Jekyll and Hyde dans le rôle de Dr. Henry Jekyll/Edward Hyde - Jim Dale – Candide dans le rôle de plusieurs personnages - Daniel McDonald – Steel Pier dans le rôle de Bill Kelly                   | - Bebe Neuwirth – Chicago dans le rôle de Velma Kelly - Pamela Isaacs – The Life dans le rôle de Queen - Tonya Pinkins – Play On! dans le rôle de Lady Liv - Karen Ziemba – Steel Pier dans le rôle de Rita Racine                                                                    |
| Meilleur acteur de second rôle dans une pièce | Meilleure actrice de second rôle dans une pièce |
| - Owen Teale – Une maison de poupée dans le rôle de Torvald Helmer - Terry Beaver – The Last Night of Ballyhoo dans le rôle d'Adolph - Brian Murray – The Little Foxes dans le rôle d'Oscar - William Biff McGuire – The Young Man From Atlanta dans le rôle de Pete Davenport | - Lynne Thigpen – An American Daughter dans le rôle de Dr. Judith B. Kaufman - Helen Carey – Le Bel Air de Londres dans le rôle de Lady Gay Spanker - Dana Ivey – The Last Night of Ballyhoo dans le rôle de Boo - Celia Weston – The Last Night of Ballyhoo dans le rôle d'Aunt Reba |
| Meilleur acteur de second rôle dans une comédie musicale | Meilleure actrice de second rôle dans une comédie musicale |
| - Chuck Cooper – The Life dans le rôle de Memphis - Joel Blum – Steel Pier dans le rôle de Buddy Becker - André DeShields – Play On! dans le rôle de Jester - Sam Harris – The Life dans le rôle de Jojo                                                                       | - Lillias White – The Life dans le rôle de Sonja - Marcia Lewis – Chicago dans le rôle de Matron Mama Morton - Andrea Martin – Candide dans le rôle de la vieille dame - Debra Monk – Steel Pier dans le rôle de Shelby Stevens                                                       |
| Meilleur livret de comédie musicale | Meilleure partition originale |
| - Peter Stone – Titanic - Leslie Bricusse – Jekyll & Hyde - David Thompson – Steel Pier - David Newman, Ira Gasman et Cy Coleman – The Life | - Titanic – Maury Yeston (musique et paroles) - Juan Darien – Elliot Goldenthal (musique et paroles) - Steel Pier – John Kander (musique) et Fred Ebb (paroles) - The Life – Cy Coleman (musique) et Ira Gasman (paroles)                                                             |
| Meilleurs décors | Meilleurs costumes |
| - Stewart Laing – Titanic - John Lee Beatty – The Little Foxes - G. W. Mercier et Julie Taymor – Juan Darien - Tony Walton – Steel Pier | - Judith Dolan – Candide - Ann Curtis – Jekyll & Hyde - William Ivey Long – Chicago - Martin Pakledinaz – The Life |
| Meilleures lumières | Meilleure orchestration |
| - Ken Billington – Chicago - Beverly Emmons – Jekyll & Hyde - Donald Holder – Juan Darien - Richard Pilbrow – The Life | - Jonathan Tunick – Titanic - Michael Gibson – Steel Pier - Luther Henderson – Play On! - Don Sebesky et Harold Wheeler – The Life |
| Meilleure mise en scène pour une pièce | Meilleure mise en scène pour une comédie musicale |
| - Anthony Page – Une maison de poupée - John Caird – Stanley - Richard Eyre – Skylight - Charles Nelson Reilly – The Gin Game | - Walter Bobbie – Chicago - Michael Blakemore – The Life - Scott Ellis – Steel Pier - Julie Taymor – Juan Darien |
| Meilleure chorégraphie | |
| - Ann Reinking – Chicago - Wayne Cilento – Dream - Joey McKneely – The Life - Susan Stroman – Steel Pier | |

## Autres récompenses
Le prix Special Tony Award for Lifetime Achievement in the Theater a été décerné à Bernard B. Jacobs (à titre posthume), le Regional Theatre Tony Award a été décerné à Berkeley Repertory Theatre.